# نفل شرليري
النفل الشرليري (باللاتينية: Trifolium cherleri) نوع نباتي من جنس النفل من الفصيلة البقولية.

## الموئل والانتشار
موطنه الأصلي بلاد الشام والمغرب العربي ومعظم مناطق حوض البحر الأبيض المتوسط.